# Парк «Дружба» (Черкаси)
Парк «Дру́жба» — парк-пам'ятка садово-паркового мистецтва місцевого значення. Об'єкт розташований на території Черкас Черкаської області, по вул. Михайла Грушевського (вздовж будинків № 97 та 99). 
Площа — 0,4 га, статус отриманий у 2010 році.

## Галерея

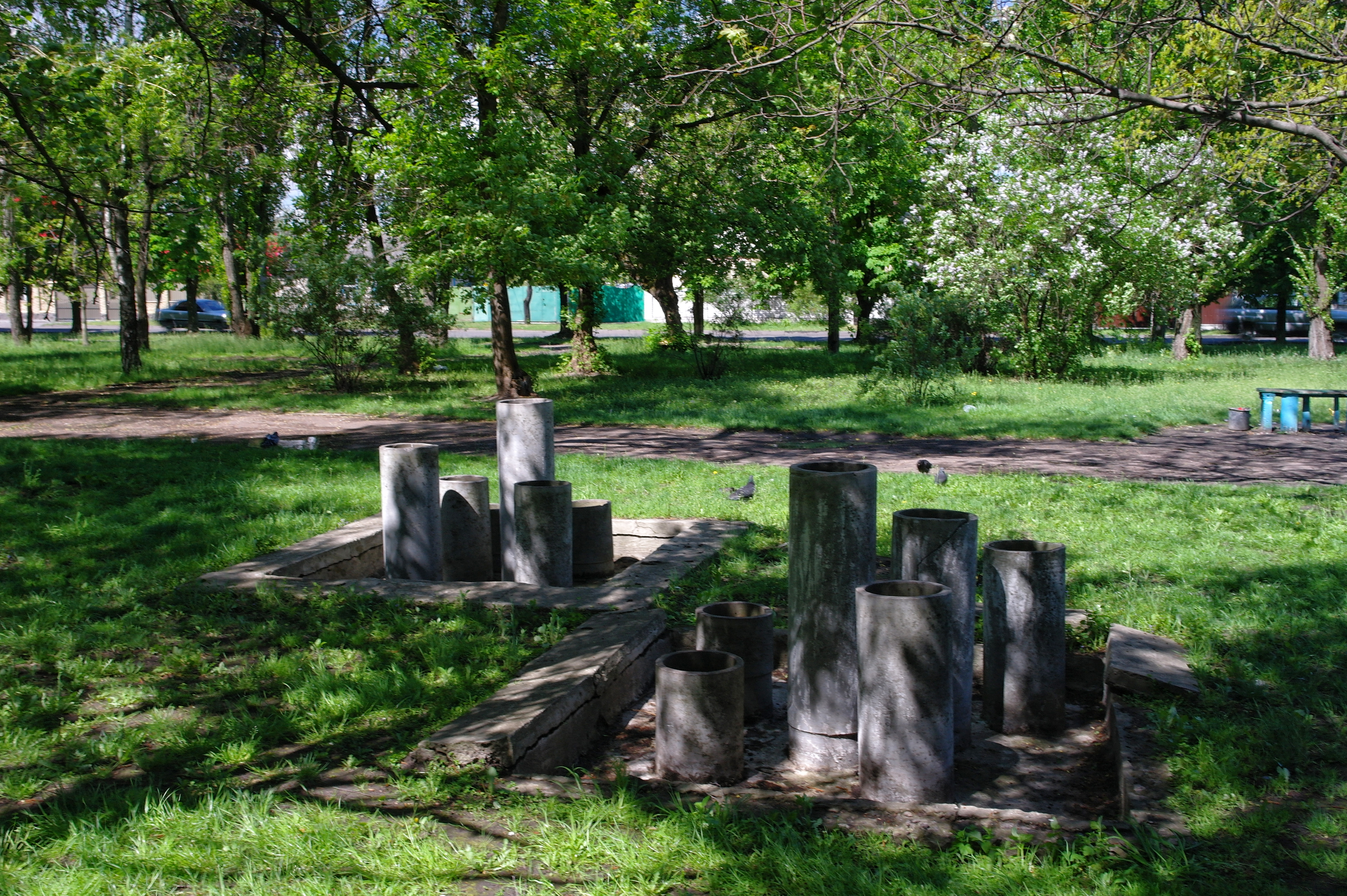
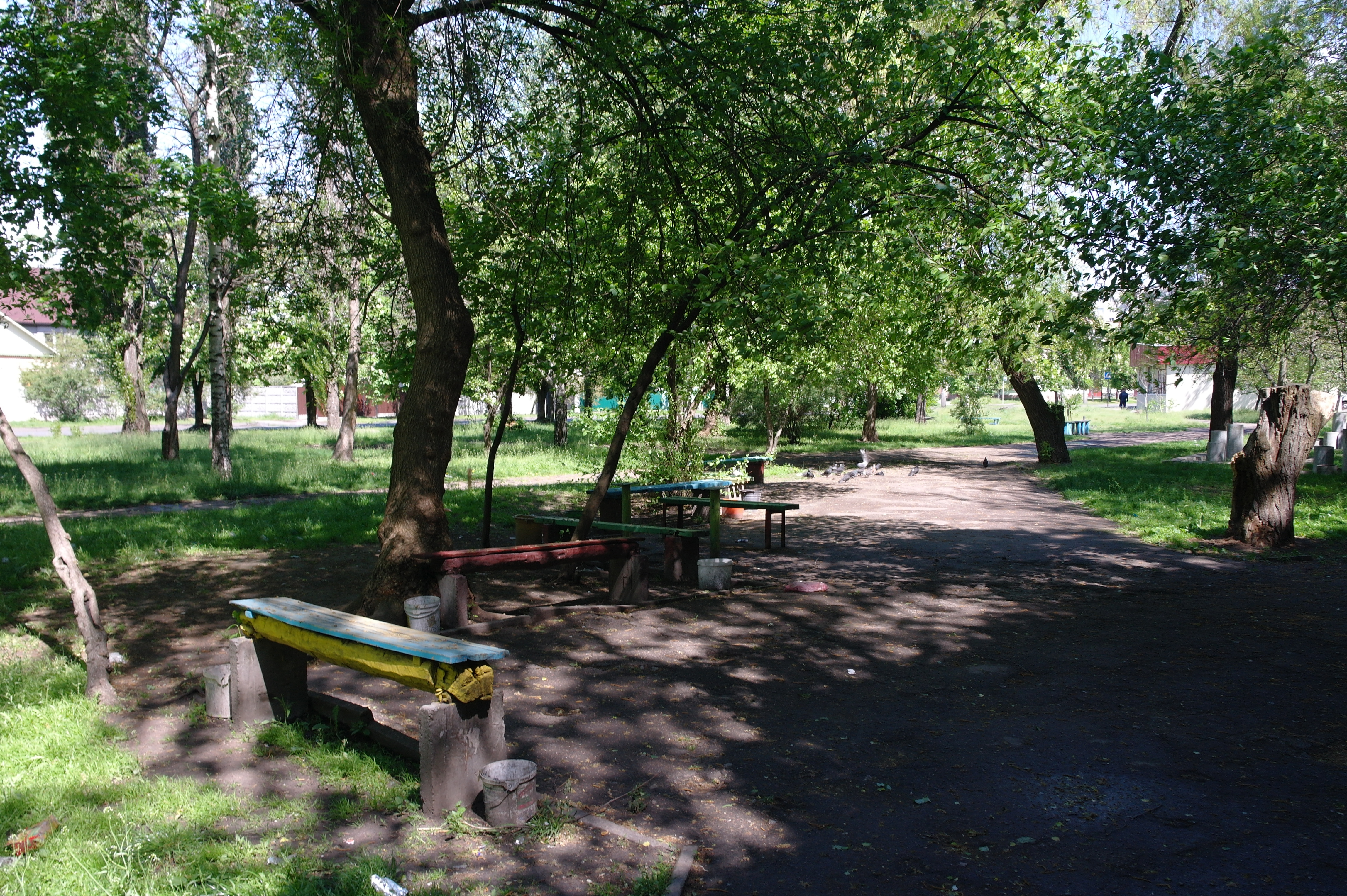